# Boldraž
Boldraž este o localitate din comuna Metlika, Slovenia, cu o populație de 51 de locuitori.